# Ricardo Galindo
Ricardo Galindo Jaramillo (Colima, 2 de setembro de 1992) é um jogador de vôlei de praia mexicano.

## Carreira
Ele é natural de Manzanillo e em 2009, competia no voleibol de quadra, e estava vinculado ao Cocoteros de Colima e conquistou o título de forma invicta da liga nacional juvenile representou a seleção estadual de Colima na Olimpíada Nacional de 2009, e em 2014 conquistou o quarto lugar na Liga Nacional.
Além de conquistar o título da Olimpíada Nacional de 2010 na quadra, obteve também no vôlei de praia, ao lado de Oliver Sebastián, foi um dos indicados ao Prêmio Estatal do Esporte de 2010.Em 2010, atuando como central, representou a seleção mexicana na edição do Campeonato NORCECA Sub-21 em Gatineau e terminou em sexto lugar em 2013 disputou pela seleção o Campeonato Mundiaal Sub-23 de 2013 em Uberlândia.
Em 2011, formou dupla com Irving Ramirez e disputaram a etapa de Manzanillo do circuito NORCECA e estiveram juntos em 2012 na Olimpíada nacional na categoria juvenil.
Na temporada 2011,  foi campeão na categoria juvenil da Olimpíada Nacional ao lado de Barajas González nas areias e bronze na quadra na categoria Sub-23. também atuou com Juan Revuelta no Campeonato Mundial Sub-21 em Halifax e finalizaram na vigésima quinta posição e terminou em oitavo lugar no Campeonato NORCECA.Estiveram juntos no Campeonato Mundial Sub-21 de 2012 em Halifax, mesma posição obtida também na edição do Campeonato Mundial Sub-23 de 2013 em Mysłowice, ainda terminaram na sétima posição na etapa do circuito NORCECA em Mazatlán.
Estreou no circuito mundial de 2014, no Aberto de Puerto Vallarta ao lado de Aldo Miramontes e terminaram na vigésima quinta posição, retomando a dupla com Juan Revuelta no circuito NORCECA, e conquistaram a quarta posição na etapa de Colima e o sexto em Toluca, ainda competiram no Campeonato Mundial Sub-23 de 2014 em Mysłowice, obtendo a trigésima primeira posição. Na temporada de 2015, estavam juntos no circuito mundial, e obtiveram a nona posição em Puerto Vallarta e a mesma colocação obtida no Campeonato NORCECA em Trinidad e Tobago.
Com Juan Revuelta  conquistou o décimo segundo lugar em Guaymas Sonora. e o quinto lugar na etapa de La Paz (Baja California Sur) pelo circuito NORCECA, além do terceiro lugar na fase final da  Continental Cup no México.
Em 2018, representou o Jaguares de Nuevo Laredo na Liga Nacional.Em 2022, jogou ao lado de Luis Enrique Garcia na etapa de Varadero pelo circuito NORCECA  e obtiveram a oitava posição, e também com Isaias Oziel Aguirre esteve no circuito NORCECA nas etapas mexicanas, e com Jorge Barajas  conquistou o quinto e o terceiro lugar no circuito NORCECA em Punta Cana. Iniciou com este atleta o circuito NORCECA de 2023 na etapa mexicana terminando em sexto e obtiveram a trigésima terceira posição no Challenge de La Paz (México) e no circuito NORCECA terminou em quarto no México e com  Isaias Oziel Aguirre  terminou em quarto em  Punta Cana e na edição do Campeonato Mundial de Vôlei de Praia de 2023 nas cidades mexicanas de Tlaxcala de Xicohténcatl,  Apizaco e Huamantla terminaram em trigésimo sétimo lugar.